# Grindhouse
Grindhouse – dylogia filmowa składająca się z dwóch części: Death Proof w reżyserii Quentina Tarantino oraz Planet Terror Roberta Rodrigueza. Podczas kinowych seansów w Stanach Zjednoczonych wyświetlano fikcyjne trailery filmów, wyreżyserowane przez Eli Rotha, Roba Zombie i Edgara Wright.
Oba filmy nawiązują do popularnego w USA podgatunku filmów niskobudżetowych, tzw. kina klasy „B”. Określeniem „Grindhouse” nazywano kino samochodowe, w którym wyświetlano filmy exploitation. Zazwyczaj wyświetlano dwa (rzadziej trzy) filmy jako całość, przedzielone zwiastunami kolejnych produkcji. Kino tego typu przeżyło apogeum popularności w latach 70., zaś w połowie lat 90. całkowicie zniknęło z rynku.
Film wszedł na ekrany kin amerykańskich 6 kwietnia 2007 roku. Glen Besner, odpowiedzialny za międzynarodową dystrybucję filmu, zadecydował o rozdzieleniu filmu na dwa osobne we wszystkich krajach nieanglojęzycznych. Filmy pt. Grindhouse: Death Proof oraz Grindhouse: Planet Terror były wprowadzane do kin z dwumiesięcznym odstępem. Decyzja ta wywołała oburzenie europejskich fanów filmu, którzy w związku z tym zbierali podpisy pod petycją, aby obydwa filmy pokazywane były jako całość. Oskarżali dystrybutora o powiększanie wpływów z filmu w Europie. Grozili bojkotem, a nawet ściąganiem z Internetu produkcji w wersji amerykańskiej. Dystrybutor odrzucił oskarżenia, tłumacząc się tym, że europejski widz nie jest przyzwyczajony do łączenia dwóch filmów w jeden. Protesty fanów nie zdały się na nic i Grindhouse był puszczany poza USA jako dwa oddzielne filmy.
Grindhouse w amerykańskiej wersji składa się z:
- Grindhouse: Planet Terror (Robert Rodriguez),
- Machete (zwiastun, Robert Rodriguez),
- Werewolf Women Of The SS (fikcyjny zwiastun, Rob Zombie),
- Acuña Boys Restaurant (fikcyjna reklama, Quentin Tarantino),
- Don't (fikcyjny zwiastun, Edgar Wright),
- Thanksgiving (fikcyjny zwiastun, Eli Roth),
- Grindhouse: Death Proof (Quentin Tarantino)

Polska premiera filmów:
- 20 lipca 2007 (część I: Death Proof),
- 12 października 2007 (część II: Planet Terror)